# John W. Campbell Memorial Award for Best Science Fiction Novel
Ebenfalls Campbell Award hieß der John W. Campbell Best New Writer Award, 2019 umbenannt in Astounding Award for Best New Writer in Science Fiction.
Der John Wood Campbell Memorial Award for Best Science Fiction Novel wird seit 1973 jährlich verliehen. Im Gegensatz zu anderen bedeutenden Preisen der Science-Fiction-Literatur, etwa dem Hugo Award und dem Nebula Award, werden die Empfänger durch eine Jury gewählt. Der Preis wurde zu Ehren des Schriftstellers und Herausgebers John W. Campbell ins Leben gerufen.
1976 wurde der Preis rückwirkend an den 1970 erschienenen Roman The Year of the Quiet Sun von Wilson Tucker vergeben, weil die Jury keines der nominierten Werke für preiswürdig hielt, obwohl in diesem Jahr unter anderem die Werke Der ewige Krieg von Joe Haldeman (Hugo und Nebula), Dhalgren von Samuel R. Delany und Der Schockwellenreiter von John Brunner erschienen.
Im Jahr 1994 konnten sich die Juroren nicht einig werden, der Preis wurde daher nicht vergeben. Im Jahr 2020 erfolgte keine Preisverleihung.
Die Verleihungsfeierlichkeiten fanden über die Jahre an verschiedenen Orten statt, seit 1979 jedoch an der University of Kansas, wo sie im Rahmen einer Konferenz zu verschiedenen Themenkomplexen rund um die Science-Fiction-Literatur den Mittelpunkt darstellen.

## Preisträger
| 2010er | 2010er | 2010er | 2010er |
| Jahr   | Autor | Originaltitel | Deutscher Titel |
| ------ | --- | --- | --- |
| 2019   | Sam J. Miller | Blackfish City | |
| 2018   | David Walton | The Genius Plague | |
| 2017   | Lavie Tidhar | Central Station | Central Station |
| 2016   | Eleanor Lerman | Radiomen | |
| 2015   | Claire North | The First Fifteen Lives of Harry August                                                                                           | Die vielen Leben des Harry August                                                                                                 |
| 2014   | Marcel Theroux | Strange Bodies | |
| 2013   | Adam Roberts | Jack Glass: The Story of a Murderer                                                                                               | |
| 2012   | Christopher Priest | The Islanders | |
| 2012   | Joan Slonczewski | The Highest Frontier | |
| 2011   | Ian McDonald | The Dervish House | |
| 2010   | Paolo Bacigalupi | The Windup Girl | Biokrieg |
| 2000er | | | |
| Jahr   | Autor | Originaltitel | Deutscher Titel |
| 2009   | Cory Doctorow | Little Brother | Little Brother |
| 2009   | Ian R. MacLeod | Song of Time | |
| 2008   | Kathleen Ann Goonan | In War Times | |
| 2007   | Ben Bova | Titan | |
| 2006   | Robert J. Sawyer | Mindscan | |
| 2005   | Richard K. Morgan | Market Forces | Profit |
| 2004   | Jack McDevitt | Omega | Omega |
| 2003   | Nancy Kress | Probability Space | |
| 2002   | Jack Williamson | Terraforming Earth | Die Endzeit-Ingenieure |
| 2002   | Robert Charles Wilson | The Chronoliths | Die Chronolithen |
| 2001   | Poul Anderson | Genesis | Genesis |
| 2000   | Vernor Vinge | A Deepness in the Sky | Eine Tiefe am Himmel |
| 1990er | | | |
| Jahr   | Autor | Originaltitel | Deutscher Titel |
| 1999   | George Zebrowski | Brute Orbits | |
| 1998   | Joe Haldeman | Forever Peace | Der ewige Friede |
| 1997   | Paul J. McAuley | Fairyland | Feenland |
| 1996   | Stephen Baxter | The Time Ships | Zeitschiffe |
| 1995   | Greg Egan | Permutation City | Cybercity |
| 1994   | – kein Preis vergeben – | – kein Preis vergeben – | – kein Preis vergeben – |
| 1993   | Charles Sheffield | Brother to Dragons | |
| 1992   | Bradley Denton | Buddy Holly Is Alive and Well on Ganymede                                                                                         | |
| 1991   | Kim Stanley Robinson | Pacific Edge | Pazifische Grenze |
| 1990   | Geoff Ryman | The Child Garden | Ein Garten für Kinder |
| 1980er | | | |
| Jahr   | Autor | Originaltitel | Deutscher Titel |
| 1989   | Bruce Sterling | Islands in the Net | Inseln im Netz |
| 1988   | Connie Willis | Lincoln's Dreams | Lincolns Träume |
| 1987   | Joan Slonczewski | A Door Into Ocean | |
| 1986   | David Brin | The Postman | Gordons Berufung auch: Postman |
| 1985   | Frederik Pohl | The Years of the City | Supercity |
| 1984   | Gene Wolfe | The Citadel of the Autarch | Die Zitadelle des Autarchen |
| 1983   | Brian W. Aldiss | Helliconia Spring | Helliconia: Frühling |
| 1982   | Russell Hoban | Riddley Walker | |
| 1981   | Gregory Benford | Timescape | Zeitschaft |
| 1980   | Thomas Michael Disch | On Wings of Song | Auf Flügeln des Gesangs |
| 1970er | | | |
| Jahr   | Autor | Originaltitel | Deutscher Titel |
| 1979   | Michael Moorcock | Gloriana | Gloriana |
| 1978   | Frederik Pohl | Gateway | Gateway |
| 1977   | Kingsley Amis | The Alteration | Die Verwandlung |
| 1976   | – kein Preis vergeben – Retrospective Award für ein Werk von 1970, da die Jury keines der nominierten Werke für preiswürdig hielt | – kein Preis vergeben – Retrospective Award für ein Werk von 1970, da die Jury keines der nominierten Werke für preiswürdig hielt | – kein Preis vergeben – Retrospective Award für ein Werk von 1970, da die Jury keines der nominierten Werke für preiswürdig hielt |
| 1976   | Wilson Tucker | The Year of the Quiet Sun | Das Jahr der stillen Sonne |
| 1975   | Philip K. Dick | Flow My Tears, the Policeman Said                                                                                                 | Eine andere Welt |
| 1974   | Arthur C. Clarke | Rendezvous with Rama | Rendezvous mit 31/439 auch: Rendezvous mit Rama                                                                                   |
| 1974   | Robert Merle | Malevil | Malevil |
| 1974   | Außerdem vergeben: Special non-fiction award                                                                                      | | |
| 1974   | Carl Sagan | The Cosmic Connection | |
| 1973   | Barry N. Malzberg | Beyond Apollo | Das Venus-Trauma |
| 1973   | Außerdem vergeben: Special award for excellence in writing                                                                        | | |
| 1973   | Robert Silverberg | Dying Inside | Es stirbt in mir |